# 理查德·肯内利
理查德·肯内利（英語：Richard Kennelly，1965年7月4日—），美国男子赛艇运动员。他曾代表美国参加1988年和1992年夏季奥林匹克运动会赛艇比赛，其中1988年奥运会获得一枚银牌。